# Elvis Antoine
Elvis Antoine est un footballeur puis entraîneur mauricien, né le 17 avril 1965. Évoluant au poste d'arrière gauche, il joue dans les clubs de la Fire Brigade SC et du Sunrise Flacq United et au sein de la sélection mauricienne dans les années 1980-1990.
Devenu entraîneur, il dirige le Faucon Flacq SC puis devient co-sélectionneur de l'équipe nationale de 2003 à 2005.

## Biographie
Elvis Antoine, né le 17 avril 1965, fait l'essentiel de sa carrière au sein de la Fire Brigade SC dans les années 1980. Sélectionné en équipe nationale, il inscrit le tir au but victorieux lors de la finale des Jeux des îles de l'océan Indien en 1985 disputée face La Réunion. Il est ensuite transféré au Sunrise Flacq United, où il atteint les huitièmes de finale en Coupe d'Afrique des clubs champions en 1988.
Il poursuit sa carrière dans le monde du football en tant qu'entraineur, de 2000 à 2003 avec le Faucon Flacq SC où il remporte la Coupe de la République en 2003. Il est nommé, en décembre 2003, co-sélectionneur de la sélection nationale avec Rajesh Gunesh, poste qu'il occupe jusqu’à mars 2005.

## Palmarès

### Joueur
- Vainqueur des Jeux des îles de l'océan Indien en 1985 avec Maurice

### Entraîneur
- Vainqueur de la Coupe de la République en 2003 avec Faucon Flacq SC